# جمال‌الدین (بیرجند)
جمال‌الدین روستایی است در دهستان القورات از توابع بخش مرکزی شهرستان بیرجند، واقع در استان خراسان جنوبی که بر اساس سرشماری سال ۱۳۸۵ مرکز آمار ایران، جمعیت آن بالغ بر ۱۲ نفر (۴ خانوار) بوده‌است.